# 矽品精密工業
矽品精密工業股份有限公司（英語：SILICONWARE PRECISION INDUSTRIES CO., LTD.），簡稱矽品，成立於1984年5月，主要提供各項積體電路封裝及測試的服務。矽品總部位於台灣台中，另在中國大陸、美國設有服務據點，2021年公司的營業額約達新台幣1,078億元，目前全球大約23,000名員工。